# تنش مؤثر

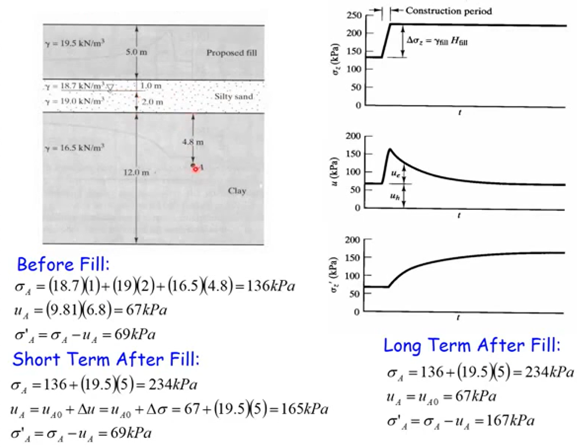
نمونه‌ای از ساختار محاسبهٔ تنش موثر. جهشی در نمودار تنش کل و فشار منفذی، پس از بارگذاری مشاهده می‌کنیم.

در سال ۱۹۳۶ برای اولین بار کارل فون ترزاقی، رابطه‌های تنش مؤثر را پیشنهاد داد. چون این تنش محاسبه شده در جابجایی خاک مؤثر است و خود عامل تغییر شکل‌ها در خاک است، از عبارت مؤثر، برای آن استفاده شده‌است. تنش مؤثر، تنشی است که بوسیلهٔ بدنهٔ خاک (اسکلت خاک) تحمل می‌شود.
تنش مؤثر 'σ با استفاده از دو عبارت تنش کل یا σ و فشار آب منفذی یا u بدست می‌آید:
{\displaystyle \sigma '=\sigma -u\,}
مقدار تنش کل و فشار آب حفره‌ای در مسئله‌هایی که پیچیدگی ندارند از رابطهٔ زیر بدست می‌آید:
{\displaystyle {\begin{aligned}\sigma &=H_{soil}\gamma _{soil}\\u&=H_{w}\gamma _{w}\end{aligned}}}
مفهوم تنش مؤثر بیشتر شبیه خود مفهوم تنش است و رابطهٔ آن نیز بر همین پایه ساخته شده‌است. در مسئله‌های پایداری شیروانی، مفهوم تنش مؤثر از مفاهیم پر کاربرد است.
اگر بخواهیم رفتار تک تک دانه‌های خاک را در نظر بگیریم، رابطهٔ تنش مؤثر بسیار پیچیده تر خواهد شد.

## منبع
- ویکی‌پدیای انگلیسی